# چرخه عمر پذیرش فناوری
چرخه حیات پذیرش فناوری (به انگلیسی : Technology adoption life cycle ) ؛ یک مدل جامعه شناختی است که پذیرش یا قبول یک محصول یا نوآوری جدید را با توجه به ویژگی های جمعیت شناختی و روانشناختی گروه های پذیرنده تعریف می کند. فرآیند پذیرش در طول زمان معمولاً به عنوان یک توزیع نرمال کلاسیک یا "منحنی زنگوله ای" نشان داده می شود. 
این مدل نشان می‌دهد که اولین گروهی از افرادی که از یک محصول جدید استفاده می‌کنند «نوآوران» و به دنبال آن «پذیرندگان اولیه» نامیده می‌شوند. در مرحله بعدی اکثریت اولیه و اکثریت دیررس قرار می‌گیرند و آخرین گروهی که در نهایت محصولی را پذیرفته‌اند، "عقب ماندگان" یا "هراس زدگان" نامیده می‌شوند. 
به عنوان مثال، یک هراس زده ممکن است تنها زمانی از خدمات ابری استفاده کند که تنها روش باقی مانده برای انجام یک کار مورد نیاز باشد و او ممکن است دانش فنی عمیقی در مورد نحوه استفاده از این سرویس نداشته باشد.

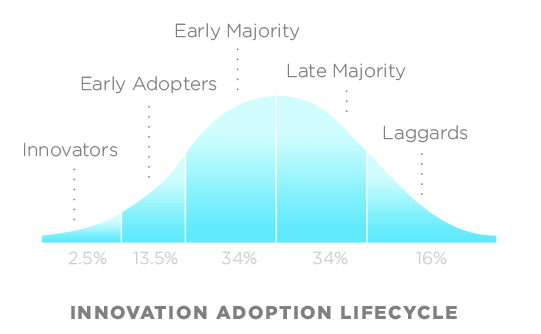
نمودار نرمال اورت راجرز

مشخصات جمعیت شناختی و روانشناختی هر گروه پذیرنده فناوری در ابتدا توسط پژوهشگران حوزه کشاورزی در سال 1956 مشخص شد:
1. نوآوران - مزارع بزرگتری داشتند، تحصیل کرده تر، مرفه تر و ریسک گرا تر بودند.
2. پذیرندگان اولیه - جوان تر، تحصیل کرده تر، متمایل به رهبری جامعه و کمتر مرفه بودند.
3. اکثریت اولیه - محافظه کارتر،  پذیرای ایده های جدید، فعال در جامعه و نفوذ بر همسایگان.
4. اکثریت دیررس - مسن تر، کمتر تحصیل کرده، نسبتا محافظه کار و از نظر اجتماعی کمتر فعال.
5. عقب مانده ها - بسیار محافظه کار، دارای مزارع و سرمایه کوچک، قدیمی ترین و کم سوادتر بودند.

این مدل متعاقباً برای بسیاری از حوزه‌های پذیرش فناوری در اواخر قرن بیستم، به عنوان مثال در گسترش نوآوری‌های سیاستی در بین ایالات ایالات متحده، اقتباس شد. 